# Halostagnicola larsenii
A Halostagnicola larsenii a Halobacteriaceae családba tartozó archea faj. Nem motilis, Gram-negatív, aerob, pálcika alakú élőlény. Halofil, neutrofil, kemoorganotróf élőlény, Kínában izolálták egy sós tóban. Szerepet játszik az olaj visszanyerésében, és tanulmányozzák, hogy képes-e fényből elektromos energiát előállítani. Helge Larsen norvég mikrobiológusról nevezték el, aki fontos kutatásokat végzett a halofilek területén.

## Felfedezése
2003 szeptemberében a Sevillai egyetem kutatói az extrém sós Xilinholt-tóból üledékmintákat kaptak. A Xilinholt-tó Kína Belső-Mongólia tartományában található. A Halostagnicola larsenii optimálisan 15% NaCl-koncentráció mellett, 37 °C-on, és 7-8-as pH-n növekedik. 50 °C felett nem nő.

## Morfológia
A Halostagnicola larsenii XH48 sejtjei 0,5-1,0 mikrométer szélesek és 1,0-3,0 mikrométer hosszúak. Sejtjei pleomorfok, lehetnek pálcika, négyzet, vagy lemez alakúak. Ez jól mutatja a törzs képességét, hogy méretet és alakot változtathat a környezeti anomáliákra (pl. sótartalom) válaszul. A kolóniái kör alakúak, simák, átlátszatlanok és rózsaszín színűek. Poláris éter lipideket találtak a membránjában, beleértve foszfatidilglicerint és foszfatidilkerometilfoszfátot. Oxidáz pozitív, kataláz negatív.

## Anyagcsere
Halofil, neutrofil, kemoorganotróf élőlény, oxigént használ terminális elektronakceptorként. Különféle szénhidrátokat használ szubsztrátként a növekedéshez, például fruktózt, glicerint, laktózt, glükózt, arabinózt, acetátot, ribózt, keményítőt, maltózt, galaktózt, ribózt, xilózt, glutamátot és propionátot. Továbbá nitrátot nitritté, majd ammóniává redukál, a folyamat aerob és ferredoxint használ elektrondonorként.

## Antibiotikum rezisztencia
Rezisztens a következő antibiotikumokra: ampicillin, klóramfenikol, eritromicin, gentamicin, nalidixsav, neomicin, penicillin G, rifampicin, sztreptomicin, és tetraciklin. Érzékeny a bacitracinre és novobiocinra.

## Genomszerkezete
Genomja 2,79 Mb hosszú, és egy kör alakú kromoszómából valamint négy kör alakú plazmidból áll. 4246 génje van amiből 4171 fehérje kódoló gén, 19 pszeudogén, 6 rRNS gén, és 49 tRNS gén. GC tartalma 61%.
Legközelebbi rokonai a Natrialba aegypitaca és a Natrialba asiatica, a genomuk hasonlósága 94,5% és 93,3%. Alapvető különbség köztük hogy a Halostagnicola larseniinek hiányzik a 403G és az 560g bázis.

## Ökológia
Kína Belső-Mongólia tartományában, egy sós tóban fedezték fel, de izolálták tengervízben India Mahárástra tartományának nyugati partjánál is. Tipikus Halobacteriaként magas sótartalomú környezetben növekszik, és megtalálható a vízi környezetek üledékében például az édesvízi tavakéban.

## Ipari felhasználása
A halofil archeák például a Halostagnicola nem fajait alkalmazzák az olaj visszanyerésben, mivel néhány halofil tartalmaz exopoliszacharidot, egy extracelluláris polimer anyagot vagy EPS-t. Ez biofilmet képez, ami elnyeli az ionokat és a védő tápanyagokat. Az EPS lebontja a vízben a komplex szénhidrátokat, ami használható az olaj visszanyerésben.
A Halobacteriakat javasolták, mint egy élettípust, hogy lehetnének hosszan tartóan Marsi körülmények között, mivel minden környezeti stresszort tolerálnak. Továbbá szintén javasolták hogy a Halobacteriák potenciálisan utazhatnak bolygótól bolygóig és túlélik a sugárzást.
A Halostagnicola larseniit tanulmányozták potencális bakterirodopszin termelése miatt, ami egy membránfehérje, ami képes átalakítani a fényenergiát elektromos energiává. A bakteriorodopszin egy enzim, ami protonpumpaként működik, és képes fontos szerepet játszani a vízi környezetben élő archeák energia anyagcseréjében. Protonokat pumpál az elektromkémiai gradiensük ellenében átalakítani a fényenergiát elektromos energiává.

## Fordítás
Ez a szócikk részben vagy egészben  a   Halostagnicola larsenii című angol Wikipédia-szócikk ezen változatának fordításán alapul.  Az eredeti cikk szerkesztőit annak laptörténete sorolja fel. Ez a jelzés csupán a megfogalmazás eredetét és a szerzői jogokat jelzi, nem szolgál a cikkben szereplő információk forrásmegjelöléseként.